# النجد (الشغادرة)

تعديل مصدري - تعديل

النجد هي إحدى قرى عزلة قلعة حميد بمديرية الشغادرة التابعة لمحافظة حجة، بلغ تعداد سكانها 180 نسمة حسب تعداد اليمن لعام 2004.